# Алдар и Зухра
Алдар и Зухра (баш. «Алдар менән Зөһрә») — башкирский эпос (хикаят), памятник устного народного творчества.

## Описание
Был записан от Кункас-сэсэна и переведён на русский язык в начале XIX века предположительно Т. С. Беляевым. Тогда не был опубликован, но на русском языке сохранилась рукопись под наименованием «Мои вечера. Сказки башкирские», первый и последние страницы которого отсутствовали. Данная рукопись была обнаружена в 1961 году в Российской национальной библиотеке и до сих пор находится там на хранении. Фотокопия хикаята хранится в Научной библиотеке Уфимского научного центра РАН.
Текст эпического произведения состоит из 56 частей и имеет прозаическую форму. Текст из рукописи был переведён на башкирский язык поэтом Рами Гариповым.
В 1992 году во время археологических раскопок в Ульяновской области в погребении второй половины VII века обнаружены фрагменты костяных пластин, на которых, по предположению археолога В. Г. Котова, были изображены эпизоды из хикаята «Алдар и Зухра». Этот факт даёт основание говорить о древних истоках данного башкирского эпоса.
Эпос упоминается в башкирском предании «Алдар‑Шымай и Зухра» («Алдар‑Шымай менән Зөһрә»). Исходя из наличия общих качеств, большинство исследователей полагают что эпосы «Алдар и Зухра» и «Кузыйкурпяс и Маянхылу» были написаны одним и тем же автором.

## Сюжет
Сюжет хикаята строится на рассказах овдовевшей красавице-батыре Зухре, которая с детства упражнялась в стрельбе из лука, езде на конях, — в этом ей не было равных не только среди девушек, но и среди мужчин; о встрече с отважным батыром Алдаром, их любви и женитьбе; о совершённых ими подвигах и т. д. В эпосе «Алдар и Зухра» нашли широкое отражение общественная жизнь, нравы, обычаи и традиции, знания и верования древних башкир. Идея укрупнения и объединения башкирских племен в хикаяте получает своё дальнейшее развитие, здесь описывается процесс объединения башкирских племён — степных (семиродцев) и лесных башкир в единый народ.
Эпос «Алдар и Зухра» начинается с повествования о непростой судьбе Аллабирде, который овдовев и лишившись трёх сыновей, по совету родственников решается жениться на Зухре дочери Кидряса. Не без трудностей добравшись до Ирендыка, Аллаберде со своим спутником Елкибаем встречается с Зухрой.
Далее повествование в хикаяте ведётся со слов её главной героини — Зухры. Она с детства старалась походить нравом и внешним видом на мужчин, даже на йыйынах соревновалась с джигитами. Красота её была равна её храбрости — она ловко стреляла из лука, а в борьбе и езде на лошадях не было ей равных. Во время охоты на зверей была лидером. Однажды батыр-кыз (девушка-батыр) сразилась с «непомерной величины» неуязвимым белым медведем — вожаком медведей. Многие батыры боялись её, и поэтому женихи не сватались к ней. Чтобы узнать о своём будущем, Зухра отправляется в сторону устья Ак-Идели, где встречается с прорицателем, который рассказывает ей о её суженном.
Здесь же Зухра встречается с Алдаром — батыром семиродцев. Алдар рассказал что искал её, был у родителей Зухры на берегу Кандрыкуля. Вскоре они возвращаются к родителям батыр-кыза. На её родине устраиваются большие празднества со скачками, поединком батыров, во время которых Алдар и Зухра были объявлены равными друг другу в силе и проворстве. В итоге они поженились, а после свадьбы супруги отправляются в путь на родные земли Алдара. Эпос заканчивается на повествовании встречи главного персонажа со своими сородичами (родными).